# Salus Populi Romani
«Salus Populi Romani» («Спасіння римського народу») — енкаустична ікона Богородиці, що зберігається в римській базиліці Санта-Марія-Маджоре. Ікона особливо шанується городянами та є головним богородичним образом Рима. 1954 року ікона була коронована папою Пієм XII

## Опис
Легенда приписує авторство ікони апостолу Луці. Мистецтвознавці традиційно датують ікону VI століттям. Східне походження ікони непрямо підтверджує кипарисова дошка, на якій її написано. Галина Колпакова зазначає, що образ є конгломератом частин різних часів, який сформувався не раніше VIII століття. При цьому вона вказує, що, можливо, це враження створюють прориси ікони 1100 року та XIII століття.
Розмір ікони — 117 на 79 см. Богородиця зображена у яскраво-червоному мафорії та з червоним німбом. На її правій руці зображено консульське кільце, що символізує її заручини з римським народом. У лівій руці розміщено літургійний плат. Руки Діви Марії перехрещені в кільце — вона тримає в них немовля Ісуса, який сидить на її колінах. Образ Богонемовляти повернутий до Богородиці, права рука складена в жесті благословення.
Фігури Богородиці й Богонемовляти на іконі монументально масивні. Складки одеж виглядають як рельєф, що посилюється використанням світлотіні. Все це є характерними ознаками мистецтва XI століття, коли ікону підновлювали. До того ж періоду належить і умовне обведення мафорію Богородиці золотою каймою та ассист на одежах Ісуса.
Летичівська Богородиця — копія ікони Salus Populi Romani.